# Siennica (Białoruś)
Siennica (biał. Сеніца, ros. Сеница) – agromiasteczko na Białorusi, w obwodzie mińskim, w rejonie mińskim, w sielsowiecie Siennica. Od północy sąsiaduje z Mińskiem.
W czasach Rzeczypospolitej ziemie te leżały w województwie mińskim. Odpadły od Polski w wyniku II rozbioru. W granicach Rosji wieś należała do ujezdu mińskiego w guberni mińskiej. Ponownie pod polską administracją w latach 1919–1920 w okręgu mińskim Zarządu Cywilnego Ziem Wschodnich, gdzie była siedzibą gminy Siennica. Istniała tu kaplica rzymskokatolicka należąca do parafii Podwyższenia Krzyża Świętego w Mińsku.